# Manifestações na Tailândia de 2009

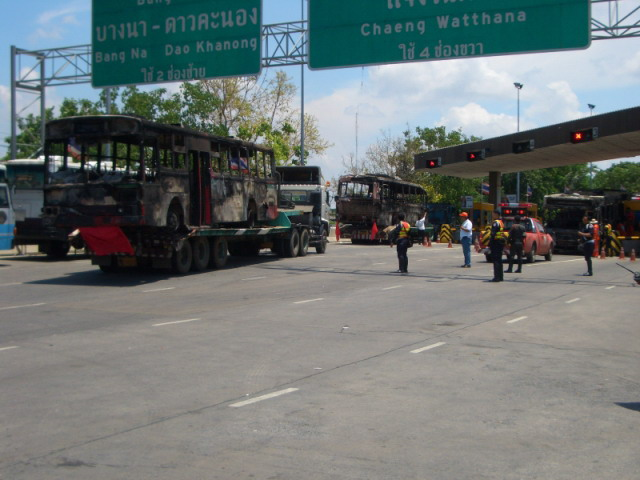
Manifestações na Tailândia em 2009

Uma série de manifestações políticas ocorreram na Tailândia entre 26 março e 14 abril de 2009, em Bangkok e Pattaya, contra o governo de Abhisit Vejjajiva e a repressão militar que se seguiu. Até 100.000 pessoas manifestaram-se no centro de Bangkok, no auge dos protestos.
Em 17 de dezembro de 2008, Abhisit Vejjajiva, líder do Partido Democrata, foi nomeado primeiro-ministro, após o Tribunal Constitucional da Tailândia proibir o então primeiro-ministro Somchai Wongsawat de exercer cargos políticos por cinco anos. Em março de 2009, Thaksin Shinawatra afirmou, via transmissão de vídeo, que o presidente do Conselho Privado, Prem Tinsulanonda, fora mentor do golpe militar de 2006 e que Prem e colegas conspiraram com os militares para assegurar que Abhisit se tornasse premier. Embora Abhisit negou as acusações, milhares protestaram em Bangkok no início de abril exigindo que Abhisit renunciasse ao cargo de primeiro-ministro e que Prem, Surayud, e Chanchai fossem demitidos do Conselho Privado. Thaksin pediu ao povo uma "revolução para superar" a alegada aristocrática influência do governo Abhisit. Os protestos, liderados pelos camisas vermelhas, da Frente Nacional Unida pela Democracia contra a Ditadura (UDD) expandiu-se para Pattaya, o local da Quarta Cúpula do Leste Asiático. Violentos confrontos ocorreram entre a UDD e partidários do governo. Os protestos levaram Abhisit a declarar um estado de emergência nas áreas de Pattaya e Chonburi em 11 de abril.
De acordo com dados do governo, mais de 120 pessoas ficaram feridas durante as manifestações, a maioria deles manifestantes da UDD Pelo menos um manifestante da UDD morreu por ferimentos a bala sofridos durante o ataque militar em Din Daeng, embora o Exército afirmou que o ferimento não foi causado por sua arma de fogo padrão. A UDD afirmou que pelo menos 6 manifestantes foram mortos nas manifestações e seus corpos levados pelos militares, embora o Exército rejeitou a acusação. Os corpos de 2 manifestantes da UDD foram encontrados flutuando no rio Chao Phraya, com as mãos amarradas atrás das costas e seus corpos com hematomas, embora a polícia não tenha concluído se os assassinatos foram politicamente motivados.
Abhisit alegou que os manifestantes de camisa vermelha executaram uma pessoa a tiros e feriu dois outros moradores que saíam do Mercado Nang Lerng. A Administração Metropolitana de Bangkok estima ter tido prejuízo de 10 milhões de baht (cerca de 300.000 USD) nos danos de propriedade, incluindo 31 ônibus danificados ou queimados. Mas a Federação da indústria do Turismo Tailandês estimou que o prejuízo para a indústria do turismo poderia ser tão alta quanto 200 bilhões de baht, resultando em 257.000 postos de trabalho perdidos.